# What a Terrible World, What a Beautiful World
What a Terrible World, What a Beautiful World ist das siebte Studioalbum der US-amerikanischen Indie-Folk-Band The Decemberists, welches am 20. Januar 2015 veröffentlicht wurde. Der Titel des Albums ist einer Strophe aus dem Lied 12/17/12 entnommen und bezieht sich auf die Rede des US-Präsidenten Barack Obama nach dem Amoklauf an der Sandy Hook Elementary School und die gegensätzlichen Gefühle des Frontmanns Colin Meloy über das Unglück und sein glückliches persönliches Leben.

## Rezeption

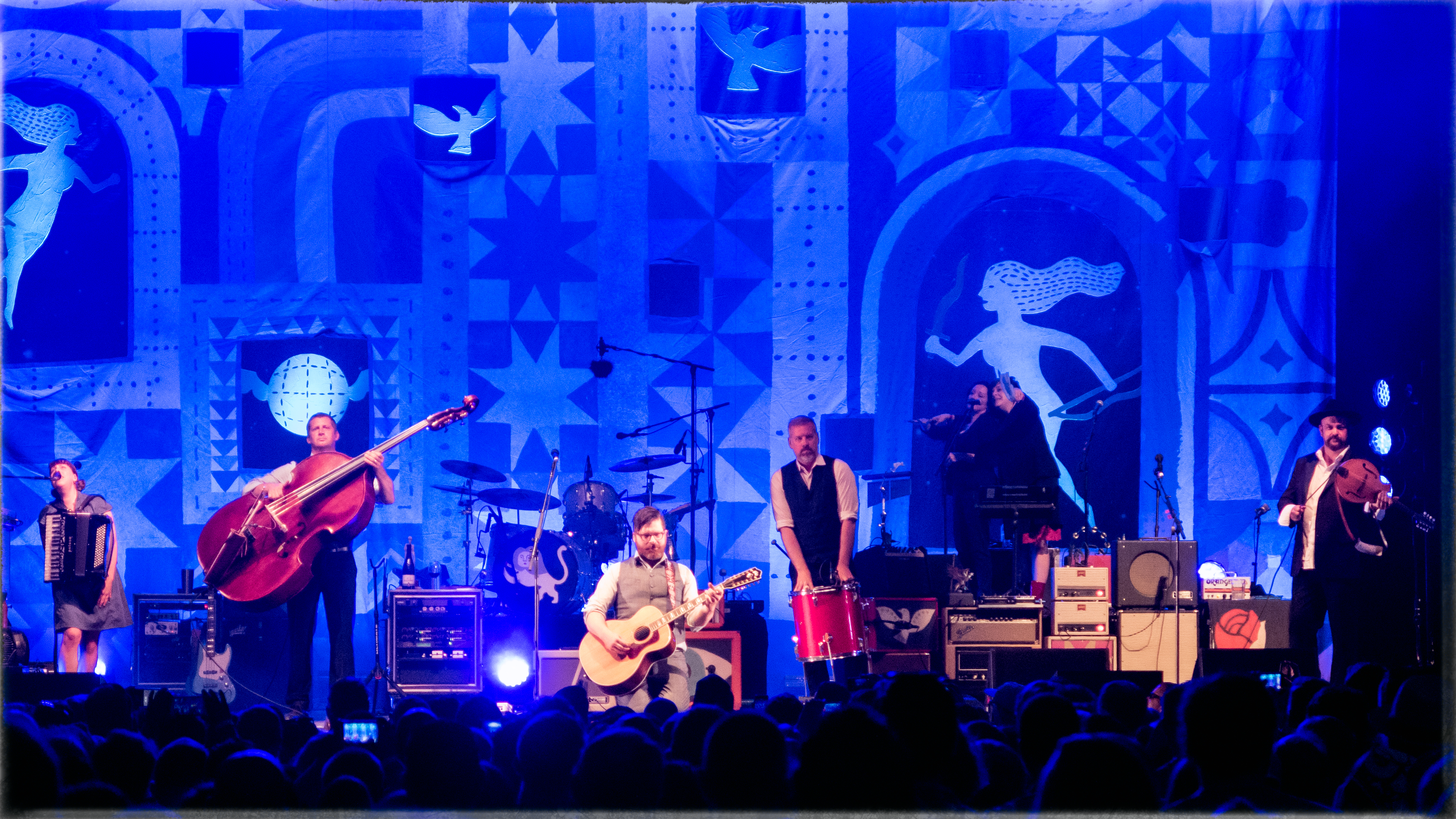
The Decemberists im Juli 2015

What a Terrible World, What a Beautiful World erhielt überwiegend positive Kritiken. Beim Bewertungsaggregator Metacritic erhielt das Album 77/100 Punkte von Kritikern und eine 8,1 von den Websitebesuchern. Der Boston Globe beschrieb das Album als eines der unterhaltsamsten der Band. Die New York Times bemerkte, dass What a Terrible World, What a Beautiful World „den Ton von Pop-Prägnanz und Reife trifft“, aufbauend auf den funktionierenden Elementen vom Vorgänger The King Is Dead. „Textlich gibt es weniger Disteln, Minarette und Sänften – und musikalisch weniger abschweifende Exzesse – als der alte markante Decemberists-Stil.“ Jeremy D. Larson von Pitchfork beklagte am Album die zu lange Länge und die niedrige Ambition, sah jedoch, dass die Hörer Colin Meloy persönlicher denn je kennenlernen. Insbesondere die erste Single Make You Better sei eine „großartige Hymne“.
Bruno Jaschke von der Wiener Zeitung schrieb, dass das Album „mit dem äußersten Minimum an Produktionsaufwand auskommt und just dadurch eine fast spirituelle Qualität gewinnt“. Kai Butterweck von laut.de nannte What a Terrible World, What a Beautiful World „eine(n) wahren Paukenschlag“. Im Gegensatz dazu war Andreas Borcholte von Spiegel Online das Album „in seiner behäbigen, ausufernden, Wohlfeilheit auch ganz schön egal“.

### Charts
Das Album stieg auf Platz 7 der Billboard 200 Album-Charts ein, was mit einem Verkauf von etwa 50.000 Exemplaren in den Vereinigten Staaten gleichzusetzen ist. Außerdem erreichte es den zweiten Platz bei Billboard’s Top Rock Albums Charts und den ersten bei den Folk Albums Charts. Bis Oktober 2015 verkaufte sich das Album im Heimatland der Band 123.000 mal.

## Titelliste
| Nr.          | Titel                             | Autor(en)    | Länge |
| ------------ | --------------------------------- | ------------ | ----- |
| 1.           | The Singer Addresses His Audience | Colin Meloy  | 4:43  |
| 2.           | Cavalry Captain                   | Colin Meloy  | 3:18  |
| 3.           | Philomena                         | Colin Meloy  | 3:05  |
| 4.           | Make You Better                   | Colin Meloy  | 5:08  |
| 5.           | Lake Song                         | Colin Meloy  | 5:52  |
| 6.           | Till the Water’s All Long Gone    | Colin Meloy  | 5:01  |
| 7.           | The Wrong Year                    | Colin Meloy  | 3:53  |
| 8.           | Carolina Low                      | Colin Meloy  | 3:25  |
| 9.           | Better Not Wake the Baby          | Colin Meloy  | 1:45  |
| 10.          | Anti-Summersong                   | Colin Meloy  | 2:12  |
| 11.          | Easy Come, Easy Go                | Colin Meloy  | 2:22  |
| 12.          | Mistral                           | Colin Meloy  | 3:54  |
| 13.          | 12/17/12                          | Colin Meloy  | 3:03  |
| 14.          | A Beginning Song                  | Colin Meloy  | 5:22  |
| Gesamtlänge: | Gesamtlänge:                      | Gesamtlänge: | 53:04 |

## Auszeichnungen
Das Deluxe-Box-Set des Albums war bei den Grammy Awards 2016 in der Kategorie Best Boxed or Special Limited Edition Package nominiert.

## Besetzung

### The Decemberists
- Colin Meloy – Gesang, akustische und elektronische Gitarren, Bouzouki, Mundharmonika, Begleitgesang
- Chris Funk – Akustische und elektronische Gitarren, Banjo, Bouzouki, Mandoline
- Jenny Conlee – Klavier, Hammond-Orgel, Vibraphon, Akkordeon, Keyboards
- Nate Query – E-Bass, Kontrabass
- John Moen – Schlagzeuge, Schlaginstrument, Begleitgesang

### Zusätzliche Musiker
Begleitsänger
- Rachel Flotard (Lied 1, 2, 3, 4, 7, 11, 12, 13, 14)
- Kelly Hogan (Lied 2, 3, 9, 10, 12)
- Laura Veirs (Lied 5)
- Ragen Fykes (Lied 6, 8)
- Moorea Masa (Lied 6, 8)
- The Singer Addresses His Audience Chor: Kyleen King, Laura Veirs, Allison Hall, Bridgit Jacobson, Carson Ellis, Michael Finn, Jeremy Swatzky, Shelley Short, Steven Watkins, Ritchie Young, Moorea Masa
- Anti-Summersong: Chris Funk, Nate Query, John Moen, Jason Colton, Tucker Martine

Streichinstrumente und Blechblasinstrumente
- Rob Moose – Violine, Fiddle
- Kyleen King – Bratsche
- Patti King – Violine
- Anna Fritz – Violoncello
- Victor Nash – Trompete

### Produktion
- Produktion: Tucker Martine mit The Decemberists
- Streicherarrangement: Rob Moose
- Aufnahme und Abmischung: Tucker Martine
- Mastering: Stephen Marcussen
- Technische Assistenz: Michael Finn
- Design: Jeri Heiden und Glen Nakasako (SMOG Design, Inc.)
- Illustrationen und Lettering: Carson Ellis
- Fotografien: Autumn de Wilde